# 414P/STEREO
414P/STEREO è una cometa periodica appartenente alla famiglia delle comete gioviane: è stata scoperta dalla sonda STEREO da cui ha preso il nome: per la precisione la scoperta è stata fatta da Scott Ferguson con le immagini dello strumento H1/Cor2A dalla sonda STEREO-A.
Nel primo passaggio osservato, gli elementi orbitali, calcolati usando le immagini riprese durante poco meno di due giorni, dall'11 al 13 maggio 2016, gli risultarono estremamente incerti, in particolare la distanza perielica e il periodo di rivoluzione tanto che si ipotizzò che potesse appartenere alla famiglia delle comete halleidi.
Al successivo passaggio tra dicembre 2020 e gennaio 2021, le misurazioni furono più accurate e poté quindi ricevere la numerazione definitiva.